# Thorictus punctithorax
Thorictus punctithorax is een keversoort uit de familie spektorren (Dermestidae). De wetenschappelijke naam van de soort werd in 1860 gepubliceerd door Edmund Reitter.